# Panzergruppe West
Le Panzergruppe West est une unité de la taille d'une armée allemande qui a servi dans la Wehrmacht pendant la Seconde Guerre mondiale.
Le Panzergruppe West est formé le 24 janvier 1944 en France à partir de l'état-major général des troupes blindées de l'Oberbefehlshaber West.

Il est renommé 5. Panzerarmee le 5 août 1944.

## Organisation

### Commandant
| Début           | fin            | Grade                    | Commandant                          |
| --------------- | -------------- | ------------------------ | ----------------------------------- |
| 24 janvier 1944 | 2 juillet 1944 | General der Panzertruppe | Leo Freiherr Geyr von Schweppenburg |
| 3 juillet 1944  | 5 août 1944    | General der Panzertruppe | Heinrich Eberbach                   |

### Chef d'état-major
| Début           | fin          | Grade           | Commandant                                     |
| --------------- | ------------ | --------------- | ---------------------------------------------- |
| 24 janvier 1944 | 10 juin 1944 | Generalmajor    | Sigismund-Hellmuth Ritter und Edler von Dawans |
| 15 juin 1944    | 5 août 1944  | Generalleutnant | Alfred Gause                                   |

### Officiers d'opérations (Ia)
| Début        | fin          | Grade | Commandant                        |
| ------------ | ------------ | ----- | --------------------------------- |
| ? 1944       | 10 juin 1944 | Major | Burgsthaler                       |
| 20 juin 1944 | 25 juin 1944 | Major | Wilhelm Oxenius                   |
| 25 juin 1944 | 5 août 1944  | Major | Ernst-August Freiherr von Rotberg |

## Zones d'opérations
- France & Normandie : février 1944 - août 1944

## Ordres de bataille
Juin 1944
- LXXXVI. Armeekorps
  - 346. Infanterie-Division
  - 711. Infanterie-Division
  - Werfer-Brigade 7
  - Kampfgruppe Luck
- I. SS-Panzerkorps
  - 12e Panzerdivision SS Hitlerjugend
  - 21. Panzer-Division
  - Panzer-Lehr-Division

15 juillet 1944
- LXXXVI. Armeekorps
  - 711. Infanterie-Division
  - 346. Infanterie-Division
  - 16. Feld-Division (L)
  - 12e Panzerdivision SS Hitlerjugend
  - 21. Panzer-Division
- I. SS-Panzerkorps
  - 1re Panzerdivision SS Leibstandarte-SS-Adolf Hitler
  - 272. Infanterie-Division
- II. SS-Panzerkorps
  - 10e Panzerdivision SS Frundsberg
  - 271. Infanterie-Division
  - 9e Panzerdivision SS Hohenstaufen
  - 277. Infanterie-Division
- XXXXVII. Panzerkorps
  - 276. Infanterie-Division
  - 2. Panzer-Division